# Marquq

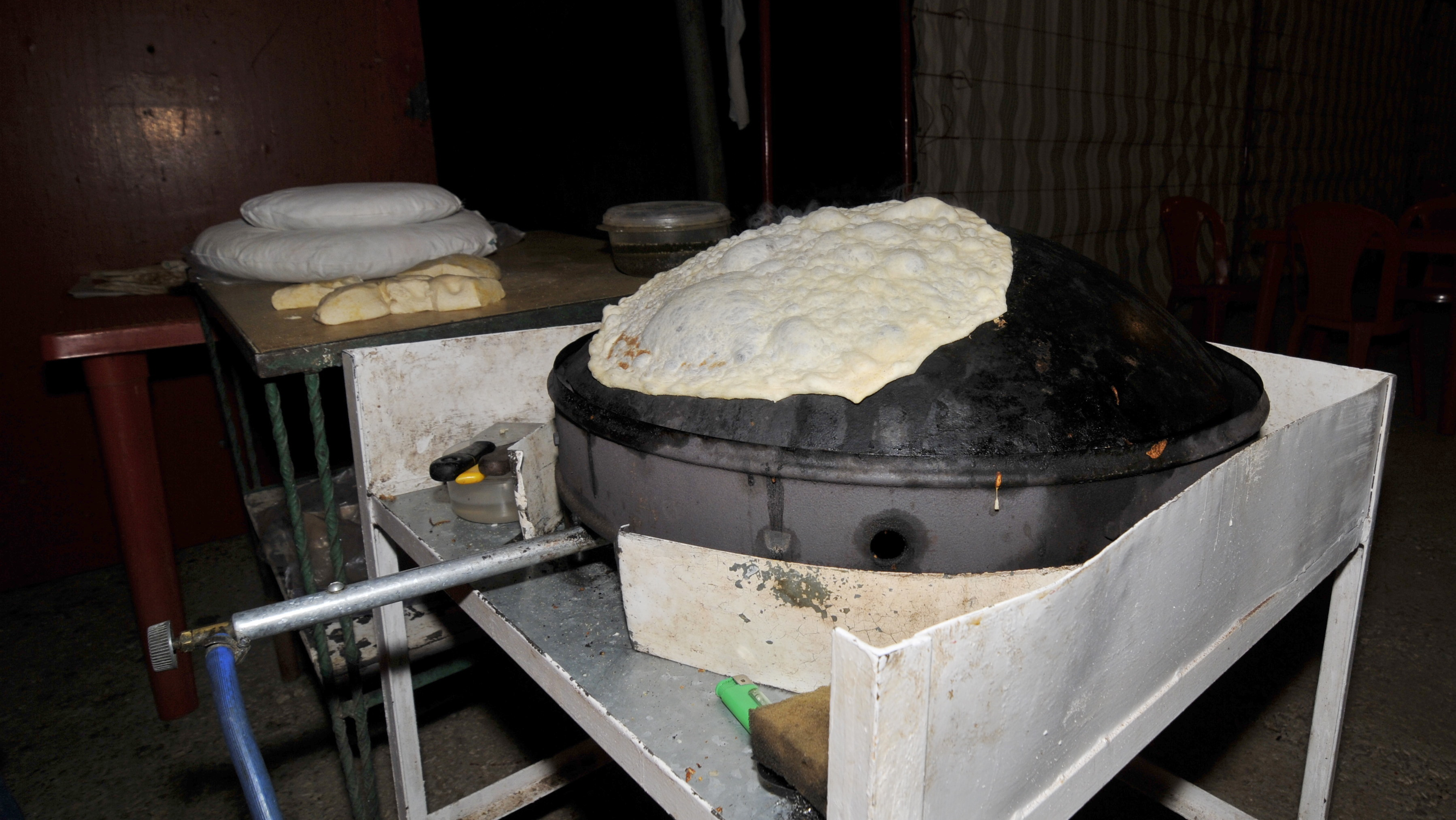
Preparazione e cottura

Il marqūq - scritto anche "markook" o "markouk", a seconda che prevalgano le lingue anglosassoni o il francese - (in arabo مرقوق‎?, marqūq, lett. "focaccia schiacciata", ma anche شراك, ossia sharāk) è un tipo di pane basso di forma piatta, comune nei paesi del Medio Oriente e particolarmente diffuso nella cucina di vari paesi arabi. Il termine "marqūq" è sinonimo del nome  libanese sāj (in arabo صاج‎?, ṣāj, pron. «saǧ»), usato, appunto, per indicare questo tipo di pane.
È in genere paragonato alla pizza italiana o ad altre imitazioni presenti nell'area mediterranea e chiamate per lo più pita e, in Israele, סאג'.
È cotto all'interno di un forno a cupola o in una teglia metallica a forma convessa (chiamata Saj).